# X-Moto
X-Moto är ett plattformsspel utvecklat för GNU/Linux, men det finns även tillgängligt för Windows, Mac OS och FreeBSD. Det använder öppen källkod och är GNU GPL-licenserat.
Spelaren styr en motocross i 2D-miljö och spelets fysik har en avgörande roll i spelupplevelsen. Den grundläggande spelupplevelsen liknar mycket den i Elasto Mania, dock är den simulerande fysiken inte så annorlunda. Projektet påbörjades år 2005.
Sveriges bästa X-moto-spelare:
- Atheeeee (Atte), rankad 1 i världen, februari 2022.[2]
- maxunander (Max Unander), rankad 11 i världen, februari 2022.[2]

Spelet finns att ladda hem gratis via dess officiella hemsida.
http://xmoto.tuxfamily.org

## Spelupplevelse
Spelkonceptet är följande: spelaren startar med sin motocross någonstans på en bana och är därefter tvingad att samla alla jordgubbar på banan. När detta är gjort bör spelaren vidröra den blomma som finns för att avklara banan. För att uppnå det här målet måste spelaren ta sig igenom terränger med utmanande egenskaper och diverse objekt vilka inte bör röras. På de flesta banor är objekten stationära. Föraren kan skadas endast om han slår sitt huvud på en sten eller om huvudet eller hjulen slår i ett objekt. Skulle detta ske är spelaren tvingad att börja om från banans utgångspunkt.

## Skillnader jämfört med Elasto Mania
Anmärkningsvärda skillnader jämfört med Elasto Mania är att X-Moto är licenserat under GNU GPL-licensen vilket resulterar i att det går att porta till åtskilliga operativsystem, och dess annorlunda fysik ger möjligheten att utföra mindre spektakulära stuntmanövrar.

## Grafik och ljud
Grafiken är simpel. Spelet är helt i 2D-miljö (ses från sidan) fastän 3D-acceleration används för en snabbare rendering. Ljudeffekterna är få. Huvudmenyn tillhandahåller ett enda ljudspår. Banorna kan erbjuda sin egen musik.

## Finesser
- Repriser
- Spökförare - visar en tidigare repris parallellt med en pågående spelomgång
- Använder Open Dynamics Engine för fysisk simulering
- Banorna skapas med Inkscape och tilläggsprogrammet Inksmoto
- En inkluderad banredigerare
- Onlinelista över toppoäng (världsrekord och privata rum)

## Systemkrav
För att kunna spela X-Moto krävs en 266MHz processor, 128 MB Ram, grafikkort med 32 MB Minne och 20 MB hårddiskutrymme.